# Bistum Charleston
Das Bistum Charleston (lateinisch Dioecesis Carolopolitana, englisch Diocese of Charleston) ist eine in den Vereinigten Staaten gelegene römisch-katholische Diözese mit Sitz in Charleston, South Carolina.

## Geschichte
Das Bistum Charleston wurde am 11. Juli 1820 durch Papst Pius VII. aus Gebietsabtretungen des Erzbistums Baltimore errichtet und diesem als Suffraganbistum unterstellt. Am 3. Juli 1850 gab das Bistum Charleston Teile seines Territoriums zur Gründung des Bistums Savannah ab. Eine weitere Gebietsabtretung erfolgte am 3. März 1868 zur Gründung des Apostolischen Vikariates North Carolina.
Von 1858 bis 1885 war der Bischof von Charleston von der Congregatio de Propaganda Fide zudem mit der Betreuung der (wenigen) Katholiken auf den Bahamas betraut, da Charleston damals unter allen Häfen der US-Ostküste den häufigsten Schiffsverkehr mit den Bahamas unterhielt. Nach dem Ende des Sezessionskrieges fiel es dem Bistum Charleston immer schwerer, die Seelsorge auf den Bahamas aufrechtzuerhalten. Infolgedessen übertrug Propaganda Fide 1885 diese Aufgabe dem Erzbischof von New York, da von dort ein regelmäßiger Linienverkehr nach Nassau eingerichtet worden war.
Am 10. Februar 1962 wurde das Bistum Charleston dem Erzbistum Atlanta als Suffraganbistum unterstellt.

## Bischöfe von Charleston
- John England, 1820–1842
- Ignatius Aloysius Reynolds, 1843–1855
- Patrick Neeson Lynch, 1857–1882
- Henry Pinckney Northrop, 1883–1916
- William Thomas Russell, 1916–1927
- Emmet Michael Walsh, 1927–1949, dann Koadjutorbischof von Youngstown
- John Joyce Russell, 1950–1958, dann Bischof von Richmond
- Paul John Hallinan, 1958–1962, dann Erzbischof von Atlanta
- Francis Frederick Reh, 1962–1964, dann Rektor des Päpstlichen Nordamerika-Kollegs
- Ernest Leo Unterkoefler, 1964–1990
- David Bernard Thompson, 1990–1999
- Robert Joseph Baker, 1999–2007, dann Bischof von Birmingham
- Robert Guglielmone, 2009–2022
- Jacques Fabre CS, seit 2022